# بهولا شانکار
بهولا شانکار (به انگلیسی: Bhola Shankar) فیلمی محصول سال ۲۰۲۳ و به کارگردانی مهر رامش است. در این فیلم بازیگرانی همچون چیرانجیوی، تمنا باتیا، کرتی سورش، سوشانت، سایاجی شینده، شاوار علی، تولاسی و سریموخی ایفای نقش کرده‌اند.
این فیلم بازسازی فیلم روح است.